# Облици и својства педагошког знања
Облици и својства педагошког знања је научна монографија редовног професора Филозофског факултета Универзитета у Београду и управника Одељења за педагогију и андрагогију Радована Антонијевића, објављена 2019. године. Представља резултат рада на пројекту Модели процењивања и стратегије унапређивања квалитета образовања у Србији, број 179060 (2011—2019) који финансира Министарство просвете, науке и технолошког развоја Републике Србије.

## О аутору
Радован Антонијевић је редовни професор и управник Одељења за педагогију и андрагогију Филозофског факултета Универзитета у Београду. Професор је на предметима из области опште педагогије на основним, мастер и докторским студијама. Аутор је књига Систем знања у настави 2006, Основе процеса васпитања 2012, Утемељење система знања у педагогији 2014. и уџбеника Општа педагогија 2013. Један је од приређивача тематских зборника TIMSS 2003. у Србији 2005. и Квалитет у образовању 2011, као и један од приређивача зборника са националног научног скупа Идентитет професије педагог у савременом образовању 2014. Аутор је више од 120 научних радова објављених у научним часописима, тематским зборницима и зборницима радова са међународних научних скупова. Бави се проблемима опште педагогије, интелектуалног васпитања и евалуацијом у области васпитања и образовања.

## О књизи
Монографија, према речима професорке др Наташе Вујисић Живковић из рецензије, представља студију фундаменталних педагошких проблема. Улога опште педагогије у систематизацији научно-педагошких сазнања и теоријско-методолошких модела је актуелизована овом књигом. Њен научни допринос се огледа првенствено у пољу теоријске педагогије, али не занемарује ни темељна питања педагошке праксе, како наводи професорка др Наташа Вујисић Живковић. И у једном и у другом случају, проблематизује се процес сазнавања, категоризовања и примене знања у педагошкој науци. Монографија, према речима професора др Светозара Дунђерског из рецензије, представља теоријске и практичне аспекте облика и својстава педагошког знања користан теоретичарима и практичарима који раде у настави без обзира на којем нивоу и облику школског система и, уопште, система васпитања и образовања делују. Према речима професора др Бранка Јовановића из рецензије, монографија се бави проблематиком која није често заступљена у домаћој литератури, а која је значајна за обухватно утемељење система знања у оквиру педагошке науке. Изабрани проблеми у овој монографији се анализирају и разјашњавају кроз кључне појмове, процесе и сложене сазнајне системе и подсистеме што непосредно или посредно води до сржи проблема и у наслову књиге задатог научног и педагошког циља. Остварен је аналитички приступ на основу којег се изабрани проблеми, питања и дилеме у вези са облицима и основним својствима педагошког знања разматрају у њиховој међусобној повезаности и условљености, како наводи професор др Бранко Јовановић.